# Ducato di Brescia
Il ducato di Brescia fu uno dei ducati istituiti dai Longobardi in Italia. L'occupazione di Brescia avvenne durante la prima fase dell'invasione longobarda dell'Italia settentrionale, tra il 568 e il 569; Brixia fu una delle città dove la presenza longobarda fu maggiore e che ricoprì un ruolo di primaria importanza nella storia del regno longobardo, esprimendo anche personalità come re Rotari e re Desiderio.

## Storia

### Il VI secolo
Il primo duca longobardo di Brescia fu Alachis I, morto attorno al 583. Poche le notizie tramandate sulla sua figura: Giacomo Malvezzi sostiene che aveva fatto restaurare le mura romane e che gli era stata attribuita la costruzione della curia Ducis su preesistenti edifici romani. Fu un uomo saggio (vir prudens), col merito d'essersi impegnato per la pace e per il benessere della città; morì di "morte cristiana".

### Il VII secolo
Alla morte senza eredi del re Arioaldo nel 636, i duchi elessero il duca di Brescia Rotari. Nato nel 606, figlio di Nandinig della fara degli Arodingi, come diciassettesimo re dei Longobardi in Italia Rotari è descritto da Paolo Diacono come «uomo di grande forza e seguì il sentiero della giustizia, ma non tenne la retta via nella fede cristiana e si macchiò della perfidia dell'eresia ariana». Sposò Gundeperga, la vedova del suo predecessore, e alla sua morte diventò duca di Brescia e re dei Longobardi il figlio Rodoaldo, che morì sei mesi dopo.
Nel 680 divenne duca Alachis II, il duca di Trento sostenuto da due nobili longobardi bresciani, Aldo e Grauso. Alachis, a capo della fronda ariana e tradizionalista dell'Austria (le regioni orientali della Langobardia Maior, tentò più volte di usurpare il trono di Pavia, prima di essere definitivamente sconfitto e ucciso nel 689 da Cuniperto nella battaglia di Coronate, combattuta nella piana tra Trezzo e Cornate d'Adda, lungo il fiume che segnava il confine tra Austria e Neustria.

### L'VIII secolo
Anche l'ultimo re dei longobardi fu bresciano, anche se non di nascita. Si chiamava Desiderio: nobile della Tuscia, sposò Ansa, figlia di Verissimo, un nobile bresciano di origine latina. Ebbero almeno sei figli: Adelchi, associato al trono nel 759; Gerberga, moglie di Carlomanno (erede di Pipino il Breve e fratello di Carlo Magno); Desiderata, conosciuta come Ermengarda poiché Alessandro Manzoni, non conoscendone il nome, le appose nella sua tragedia Adelchi quello della figlia di Ludovico II; Anselperga, badessa di San Salvatore in Brescia; Adelperga, moglie del duca di Benevento Arechi II e allieva di Paolo Diacono (così come probabilmente anche i fratelli); e Liutperga, andata in sposa a Tassilone III di Baviera. Desiderio fondò nel bresciano numerosi importanti monasteri, quali quello di San Salvatore (ora Santa Giulia) a Brescia, la Badia leonense a Leno e un altro a Sirmione.
Con la calata dei Franchi, nel 774, il ducato cessa di esistere e diventa contea, denominata come "Brixiae comes", del Sacro Romano Impero di Carlo Magno.

### Fonti primarie
- Paolo Diacono, Historia Langobardorum.

### Fonti secondarie
- Jörg Jarnut, Storia dei Longobardi, traduzione di Paola Guglielmotti, Torino, Einaudi, 1995  [1982], ISBN 88-06-13658-5.
- Jacobus Malvecius, Chronicon Brixianum ab origine urbis ad annum usque MCCCXXXII, a cura di Ludovico Antonio Muratori, in Rerum Italicarum scriptores, vol. 14, Mediolani, ex typographia Societatis Palatinae, 1729,  coll. 777-1004.
  -  Giacomo Malvezzi, Le cronache medievali, a cura di Gabriele Archetti, traduzione di Irma Bonini Valetti, Roma, Studium, 2016, ISBN 978-88-382-4439-1.
- Gaetano Panazza, Brescia e il suo territorio da Teodorico a Carlo Magno secondo gli studi fino al 1978 (PDF), in Gaetano Panazza e Gian Pietro Brogiolo, Ricerche su Brescia altomedioevale, Brescia, Ateneo di Brescia, 1988,  pp. 7-35, ISBN non esistente.
- Claudio Azzara, L'insediamento dei Longobardi in Italia: aspetti e problemi, in Angelo Baronio (a cura di), San Benedetto 'ad Leones': un monastero benedettino in terra longobarda, Brixia Sacra, Brescia, Associazione per la storia della Chiesa bresciana, 2006,  pp. 23-36, SBN USM1609772.